# Maine e Loira
Il Maine e Loira (in francese Maine-et-Loire) è un dipartimento francese della valle della Loira, situato nella regione dei Pays de la Loire. Istituito nel 1790, i suoi confini coincidono in gran parte con quelli dell'antica provincia di Angiò.
Con 7166 km² è il sedicesimo dipartimento della Francia per superficie, e con 790343 abitanti è il ventisettesimo per popolazione chiamati "Angioini" in riferimento alla provincia di Angiò. Gran parte del dipartimento è caratterizzata da paesaggi rurali e agricoli, ed il più grande centro urbano è la città di Angers, la capitale. Il territorio è attraversato da est a ovest dalla Loira, dove si gettano numerosi affluenti, così che il dipartimento è uno tra i più ricchi di corsi d'acqua di Francia. Il clima è temperato oceanico e la diversità geologica e le numerose zone umide promuovono la biodiversità e lo rendono la prima regione agricola della Francia. Economicamente è il secondo centro industriale della regione e uno dei principali dipartimenti francesi per valore e diversità agricola; tra l'altro ha l'area coltivata a vigneto più grande di tutta la Valle della Loira.

## Nome
Il dipartimento è stato creato durante la Rivoluzione francese, il 4 marzo 1790, con la legge del 22 dicembre 1789, ed occupa prevalentemente il territorio della provincia di Angiò. Inizialmente era chiamato Mayenne-et-Loire, e divenne Maine-et-Loire (Maine e Loira in italiano) il 12 dicembre 1791, denominato con i nomi dei due più importanti fiumi del dipartimento: la Maine (formato dall'unione del Sarthe e della Mayenne) e la Loira.
Attualmente l'usus è di dire "il Maine e Loira": il nome del dipartimento sta vivendo una maschilizzazione mentre l'originale denominazione sarebbe stata "la Maine e Loira", poiché i fiumi sono entrambi femminili. Il nome maschile può derivare solo dall'influenza della vicina contea del Maine (prefettura di Le Mans).

## Geografia fisica

### Posizione e dipartimenti vicini
Il Maine e Loira è situato nel Grand-Ouest francese, vicino alla costa atlantica. Dal 1955 fa parte della regione dei Paesi della Loira.
Questo dipartimento è il secondo in Francia come numero di dipartimenti confinanti, con otto suddivisioni (il primo è la Senna e Marna, che ne ha dieci). Questi otto sono la Mayenne, la Loira Atlantica, la Sarthe e la Vandea per quanto riguarda i Paesi della Loira; l'Indre e Loira nella regione Centro; le Deux-Sèvres e la Vienne nella regione del Poitou-Charentes e l'Ille-et-Vilaine in Bretagna. 
Il Maine e Loira è stato il dipartimento con più confini fino al 1º gennaio 1968: prima di allora la Senna e Marna era il secondo, con sette dipartimenti limitrofi.

### Paesaggi e terreno
L'Atlante dei paesaggi del Maine e Loira elenca un totale di 13 tipi di paesaggio nel dipartimento, oltre a trenta sottotipi, definiti in base a precisi criteri.
I punti più elevati della regione si trovano a sud: nella zona del chemillois si trovano il Trottière a La Tourlandry, il punto più alto del Maine e Loira (216 m), il Puy de la Garde a Saint-Georges-des-Gardes (211 m), Melay (212 m); in quella del vihiersois ci sono Saint-Paul-du-Bois (214 m), La Plaine (213 m) e Vihiers (211 m).
Le zone più basse dell'Angiò sono localizzate intorno alla Loira. All'entrata del dipartimento, il castello di Montsoreau, a Montsoreau, ci si trova a 30 metri sul livello del mare, e avanzando verso il centro si cala via via di altezza, fino ad arrivare a Beaufort-en-Vallée, nella valle dell'Authion, che è a circa 19 metri, mentre, avvicinandosi alla Maine, si arriva a 14 m. All'uscita dalla regione, a Champtoceaux, si è a 12 metri.

### Geologia
Nel territorio del dipartimento si scontrano il massiccio armoricano e il bacino parigino. Le due zone geologiche, sovrapponendosi, dividono il territorio in nord e sud. Tuttavia si possono individuare tre zone geomorfologiche.
L’Angiò nero, che si trova nell'ovest della regione, comprende Mauges e Segréese. Il terreno è composto principalmente da scisto e arenaria. La metà settentrionale, da Pouancé a Brissac-Quincé, è caratterizzata da lastre di scisto e ardesia. A sud della Loira, nella Mauges, l'altopiano di arenaria e scisto diventa di granito ad est e ad ovest di Cholet.
L’Angiò bianco, a est, si confonde con il Saumurois e Baugeois per i terreni calcarei e tufacei. Questi, dal tipico colore bianco, derivano dalla disgregazione del gesso e segnano il confine sud-occidentale del bacino di Parigi.
La Valle della Loira è di per sé un territorio geologico. Attraversando l'Angiò da est a ovest, ha depositato dei ricchi terreni alluvionali lungo tutto il suo corso.

### Idrografia

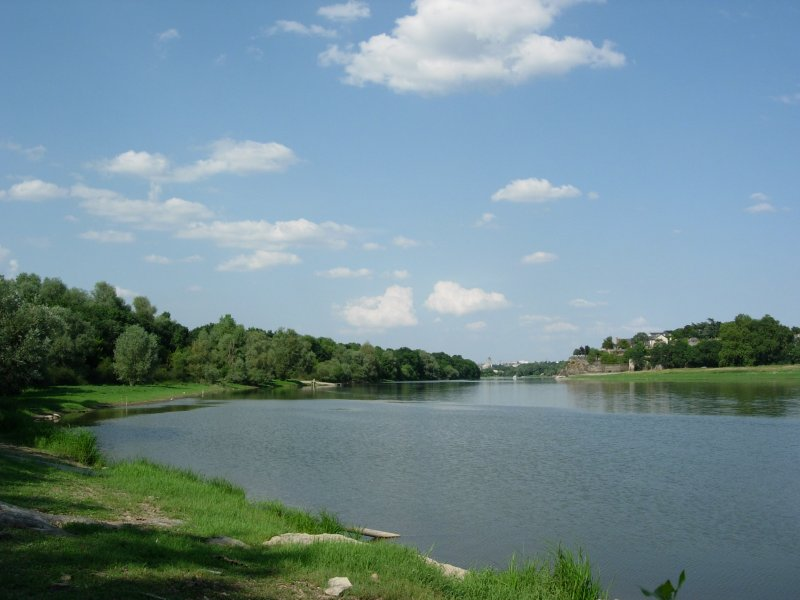
Il fiume Maine.

Con circa 4500 km di fiumi, il Maine e Loira è uno dei dipartimenti più ricchi di corsi d'acqua della Francia. L'Angiò è interamente compreso nel bacino della Loira, la quale attraversa il territorio da est a ovest. A est, a Montsoreau, al confine con l'Indre e Loira, la Loira riceve l'apporto della Vienne; a Saumur, quello del Thouet, arricchito dal Dive, che scorre presso Montreuil-Bellay. Al centro del dipartimento, a Ponts-de-Cé, la Loira riceve le acque dell'Authion, che scorre nella valle angioina ed è ingrossato dal Lathan e Couasnon, che passano per il Baugeois. A nord e ad ovest del dipartimento la Sarthe, ingrossata dal Loir, si unisce alla Mayenne, i cui affluenti ricevono le acque di tutto il nord-ovest del dipartimento, insieme all'Oudon, unito al Verzée, all'Argos e all'Araize. Le zone umide che si trovano tra la Sarthe, la Mayenne e il Loir sono conosciute come "Valli basse angioine" e sono una zona protetta, parte della zona Natura 2000.
Con l'unione della Sarthe e della Mayenne si forma la Maine, che quindi non trae origine da una sorgente. Questo fiume percorre 12 km prima di immettersi nella Loira a Bouchemaine. Inoltre, il fiume Louet, in cui si getta l'Aubance, e il Layon, che riceve le acque del Lys, Hyrôme e Jeu, e che drenano una parte del Mauges, confluiscono nella Loira presso Chalonnes-sur-Loire. Infine il fiume raccoglie le acque dell'Auxence-Romme, dalla parte destra, e dell'Èvre a sinistra. Solo l'Erdre e una piccola parte della Sèvre Nantaise, che riceve la Moine, attraversano il dipartimento prima di gettarsi nella Loira vicino a Nantes, nel vicino dipartimento della Loira Atlantica.
Nel corso della sua storia l'Angiò ha subito frequenti inondazioni della Loira. Per contrastare questo fenomeno nel 1161 Enrico II decise di costruire un primo argine della Loira per rendere le inondazioni meno distruttive e aumentare i terreni agricoli.
Tuttavia il Maine e Loira continuò a soffrire alluvioni della Loira, talvolta devastanti. Durante l'alluvione del 1856 le ardesie di Trélazé furono inondate e l'economia della regione venne danneggiata. L'imperatore Napoleone III andò a Trélazé per promettere misure a favore della zona. Nel 1911 la Loira straripò nuovamente e la Maine superò gli argini, allagando diversi quartieri di Angers.

### Fauna, flora e ambiente
L'LPO ha trovato in Maine e Loira oltre 300 specie di uccelli diverse. L'Angiò, sotto questo aspetto, è avvantaggiato dalla presenza della Loira e dei suoi affluenti e dalle numerose zone umide. È anche sulla strada di molte specie di uccelli migratori. Tra le specie di volatili ci sono anche molti tipi di anatre. Ci sono altre specie permanenti come il cormorano, la pavoncella, l'airone guardabuoi o il falco di palude. Alcune specie possono essere trovate sul limite della loro area di nidificazione, come la cicogna nera, il biancone e la gallina prataiola. Durante lo svernamento possiamo trovare, tra gli altri, lo svasso maggiore, lo svasso collorosso, lo svasso cornuto, il sule, l'aquila di mare dalla coda bianca.
I mammiferi presenti nel Maine e Loira appartengono alle specie comuni. La presenza di cervi è molto rilevante in molte foreste nella parte orientale del dipartimento. Tra le specie più rare ci sono il castoro, la lontra e la genetta. La nutria è diventata piuttosto diffusa. Il visone europeo, invece, è scomparso dalla regione. Con 18 specie, i pipistrelli costituiscono un terzo di tutti i mammiferi del dipartimento, grazie alle numerose cavità nel tufo.
Per quanto riguarda i rettili, ci sono gli anguidi, i ramarri, i vipere e cinque specie di serpenti (la natrice viperina, il natrix, il colubro di Esculapio, il biacco e la coronella austriaca). La tartaruga era una volta presente in alcune zone intorno alla Loira.
Tra gli insetti spiccano i ragni, con 550 specie (sulle 1570 totali in Francia), favoriti dai vari climi e dalle influenze meridionali. Sono presenti anche le cozze d'acqua dolce dei generi Corbicula e Unio e una grande varietà di insetti, soprattutto nelle zone calcaree.

### Clima
Il clima del Maine e Loira è un clima temperato a metà strada tra quello oceanico della costa atlantica e quello della Turenna. Il clima del dipartimento è particolare perché varia a seconda delle aree naturali a causa della diversità geologica del terreno e del passaggio della Loira. A ovest del dipartimento, in Alto Angiò e Mauges, gli scisti e graniti del sottosuolo formano un terreno denso e impenetrabile dalle infiltrazioni di acqua, formando così falde acquifere poco capienti, che in inverno si saturano rapidamente e sono altamente sensibili alla siccità in estate. A est, dove domina il calcare, le acque penetrano più facilmente, formando vaste riserve sotterranee.
Nella cultura popolare si parla spesso della "mitezza d'Angiò", resa popolare da Joachim Du Bellay nel libro Les Regrets.
| Enciclopedia Bonneton (1951-1980) | Mesi | Mesi | Mesi | Mesi | Mesi | Mesi | Mesi | Mesi | Mesi | Mesi | Mesi | Mesi | Stagioni | Stagioni | Stagioni | Stagioni | Anno  |
| Enciclopedia Bonneton (1951-1980) | Gen  | Feb  | Mar  | Apr  | Mag  | Giu  | Lug  | Ago  | Set  | Ott  | Nov  | Dic  | Inv      | Pri      | Est      | Aut      | Anno  |
| --------------------------------- | ---- | ---- | ---- | ---- | ---- | ---- | ---- | ---- | ---- | ---- | ---- | ---- | -------- | -------- | -------- | -------- | ----- |
| T. max. media (°C)                | 7,9  | 9,2  | 12,6 | 15,3 | 19,0 | 22,6 | 24,9 | 24,7 | 21,8 | 17,0 | 11,4 | 8,4  | 8,5      | 15,6     | 24,1     | 16,7     | 16,2  |
| T. media (°C)                     | 4,5  | 5,4  | 7,8  | 10,1 | 13,4 | 16,6 | 18,6 | 18,4 | 16,2 | 12,2 | 12,2 | 5,4  | 5,1      | 10,4     | 17,9     | 13,5     | 11,7  |
| T. min. media (°C)                | 2,1  | 2,2  | 3,9  | 5,6  | 8,9  | 11,8 | 13,6 | 13,4 | 11,3 | 8,4  | 4,6  | 2,8  | 2,4      | 6,1      | 12,9     | 8,1      | 7,4   |
| Precipitazioni (mm)               | 62,1 | 50,8 | 51,7 | 44,6 | 54,4 | 41,2 | 43,8 | 44,9 | 52,2 | 59,6 | 64,5 | 63,4 | 176,3    | 150,7    | 129,9    | 176,3    | 633,2 |

### Precipitazioni
La parte occidentale del dipartimento è la più esposta alle precipitazioni dall'Atlantico. L'Alto Angiò e il Mauges sono le zone più piovose, soprattutto il Mauges a causa di notevoli rilievi che culminano a Saint-Georges-des-Gardes. A est, più riparata dai rilievi circostanti, ci sono le pianure di Doué-la-Fontaine e del Saumurois, le zone con le più basse precipitazioni in Maine e Loira. Tuttavia, il solco scavato dalla Loira permette la penetrazione nel dipartimento del clima più caldo e meno piovoso fino ad Ingrandes.

### Trasporti
La lunghezza totale della rete stradale del Maine e Loira è di 15694 km, suddivisi in 194 km di autostrade, 48 km di strade statali, 4878 km di strade provinciali e 10 574 chilometri di strade locali. Grazie a queste, il dipartimento si posiziona al 18º posto a livello nazionale per l'estensione di strade e al 32° per la densità di quelle (2,2 km/km²).
Le autostrade sono la A11, la A85 e la A87. Le strade statali sono la N162 e la N249. Le principali strade provinciali sono la D775, la D761, la D160, la D347, la D323, la D723, la D960 e la D752.
Le linee ferroviarie sono la Chartres-Bordeaux-Saint-Jean, la Clisson-Cholet, la La Possonnière-Niort, la Mans-Angers-Maître-École e la Tours-Saint-Nazaire.
Gli aeroporti sono quello di Angers Loire e di Saumur Saint-Florent.

### Centri urbani
Le principali città sono Angers, Cholet, Saumur, Doué-la-Fontaine, Segré, Longué-Jumelles, Chemillé, Beaupréau, Saint-Macaire-en-Mauges, Chalonnes-sur-Loire, Beaufort-en-Vallée e Baugé-en-Anjou. Oltre ad Angers, l'area metropolitana di Angers ha cinque comuni con più di 6 000 abitanti: Avrillé, Trélazé, Les Ponts-de-Cé, Saint-Barthélemy-d'Anjou e Montreuil-Juigné.

## Storia
Sin dal Cinquecento l'Angiò faceva parte della generalità di Tours insieme alla Turenna ed alla Maine. La generalità di Tours, con il Regolamento Generale del 24 gennaio 1789, fu organizzata in modo da lasciar presagire lo smantellamento delle antiche province reali. Infatti, l'11 novembre 1789, l'Assemblea Costituente ordinò ai deputati delle ex province di lavorare per creare una serie di nuovi dipartimenti di circa 324 miglia quadrate, cioè 6561 km². Le riunioni si tennero immediatamente nella casa del duca di Choiseul-Praslin, deputato della nobiltà del siniscalco di Angers. Una trentina di deputati di tre provincie ritennero di cedere alcuni territori al Poitou e di suddividere i restanti in quattro dipartimenti intorno ai capoluoghi tradizionali: Tours, Angers, Le Mans e intorno alla città di Laval, che avrebbe recuperato delle terre dalla Maine e dall'Angiò.
Il 12 novembre 1789 venticinque deputati delle tre province approvarono la proposta, ma i due deputati di Saumur, de Ferrières e Cigongne, si opposero, sostenendo la creazione di un dipartimento di Saumur in mezzo tra l'Angiò, la Turenna e il Poitou. Quelli accusarono i rappresentanti di Angers di essere d'accordo con i loro colleghi della Maine e della Turenna per spodestare il siniscalco di Saumur. Li incolparono inoltre di abbandonare alla Turenna ventiquattro parrocchie angioine (Château-la-Vallière e Bourgueil). Il malcontento crebbe e la popolazione di Bourgueil manifestò per rimanere nell'Angiò e si avvicinò a Saumur. Nel frattempo anche i rappresentanti di Chinon cercarono di far istituire un proprio dipartimento. Nel consiglio municipale di Saumur nacquero dei dissensi: alcuni rappresentanti della nobiltà e del clero appoggiavano la proposta di staccarsi da Angers. Tuttavia, il 14 gennaio 1790, l'Assemblea nazionale decretò che Saumur e il Saumurois avrebbero fatto parte del dipartimento d'Angiò.
Accorpato al reparto di "Mayenne e Loira" (in seguito divenuto "Maine e Loira"), Saumur tentò di dividersi con Angers le sedi della prefettura. Non essendoci riusciti, i rappresentanti di Saumur dissero che il decentramento a Saumur avrebbe contrastato gli intrighi che sarebbero nati tenendo fissi gli uffici. Il 24 maggio 1790 il decentramento ottenne centoquattro voti a favore e 532 contro. Il nuovo dipartimento fu così istituito e l'Assemblea costituente sancì la struttura definitiva il 22 giugno, seguita dal Re, che lo fece il 25 giugno. Per placare le dispute a Saumur i trentasei membri del nuovo Consiglio di Dipartimento adottarono come presidente Gilles Blondé Bagneux (ex sindaco di Saumur). Così, fino al novembre 1791, il primo presidente del Consiglio generale del dipartimento fu di Saumur.
Nel 1790, durante la creazione dei dipartimenti francesi, il Saumurois meridionale fu accorpato al dipartimento della Vienne. Nel 1802 il primo prefetto del Maine e Loira fu Pierre Montault-Désilles, proveniente da quella zona. Lo stesso anno suo fratello Charles diventò vescovo della diocesi di Angers.

## Economia
L'economia del Maine e Loira è basata principalmente sull'industria e si classifica al secondo posto nei dipartimenti industriali occidentali, con il 45% della popolazione attiva operante in questo settore.

### Il dipartimento nella regione
Il Maine e Loira è situato nel centro di un triangolo industriale formato da Nantes-Saint Nazaire/Angers/Cholet, che produce il 60% della ricchezza della regione del Paesi della Loira, la terza zona industriale francese.
Nel 2008 il dipartimento impiegava il 22% della forza lavoro totale nella regione e forniva il 20% del PIL e più di un quarto delle esportazioni, grazie principalmente alle aziende di produzione di carne e di automobili.

### Indicatori economici
Nel 2013 il prodotto interno lordo (PIL) del Maine e Loira era pari a € 20 142 252. Sia per il PIL per lavoro e il PIL pro capite, il dipartimento si colloca sotto la media nazionale.

### Dati per settore

#### Agricoltura
Questo settore occupa circa 30 000 lavoratori e 11 000 aziende agricole.
Il dipartimento è il primo produttore francese di funghi, di ribes e piante da vaso ed è riconosciuto a livello europeo per la viticoltura e il polo vegetale.
Orticoltura
L'Angiò è la prima regione orticola francese, attività avviata nella seconda metà del XVIII secolo. Il Consiglio Generale partecipa allo sviluppo del reparto, come dimostrato dal polo vegetale europeo. La creazione della Floriloire contribuisce a rafforzare l'organizzazione logistica e commerciale delle imprese orticole locali. L'Ufficio comunitario delle varietà vegetali, che prima aveva sede a Bruxelles, si trova ora ad Angers. Il dipartimento ha creato nel 2010 Terra Botanica, una vetrina internazionale dell'orticoltura dell'Angiò.
Viticoltura
Con i suoi 20 000 ettari coltivati, 27 vini DOC e un milione di ettolitri prodotti l'anno, il vino è una risorsa importante del reparto. I più conosciuti sono il Coteaux-du-Layon e lo spumante Saumur.
Regioni agricole
Il dipartimento del Maine e Loira, come gli altri dipartimenti della Francia, è suddiviso, dal 1946, in piccole aree agricole. La regione possiede cinque piccole aree agricole (PRA) registrate dall'Insee:
- 49344 Valle della Loira
- 49345 Baugeois
- 49347 Saumur
- 49356 Bocage angioina
- 49373 Alta Bocage

#### Industria
Il bilancio dell'industria angioina del 2012 è stabile. Questo settore impiega 54 700 dipendenti, come risultava nel 2011.
Industria alimentare
La catena alimentare conta oltre un centinaio di aziende, tra cui quelle che producono i biscotti Saint-Georges, le brioche Pasquier, Charal, France Champignon, Rémy Cointreau, Combier, Grimaud Frères. Le aziende alimentari angioine non hanno avuto grandi difficoltà economiche nel 2012.
Industria chimica
Il dipartimento occupa il primo posto tra quelli del Grand Ouest in quanto a produzione di gomma e plastica. Dopo il calo nella costruzione di abitazioni, dopo diversi anni di crescita, l'attività della falegnameria è diminuita nel 2012.
Elettronica e informatica
Nel Maine e Loira ci sono alcune grandi imprese del settore, come la Bodet o la Bull. Nel corso del 2012 alcune aziende hanno incontrato difficoltà, come Technicolor e altre aziende più piccole.
Pelletteria e abbigliamento
La Mauges, con 400 piccole e medie imprese è primo centro in Europa per l'abbigliamento per bambini e un importante centro della moda con aziende come la Éram, la Catimini, Gémo e la New Man. Nel 2012 il settore dell'abbigliamento è entrato in crisi, volgendosi alla pelletteria ai servizi di lusso.

#### Terziario
Settore dei servizi agricoli
Il settore agricolo terziario in Maine e Loira comprende cinque attività:
- Servizi agricoli, statali e parastatali (Direzione dipartimentale dell'agricoltura, Haras nationaux), Camera dell'Agricoltura
- Cooperative di credito e assicurazioni (Crédit Agricole ecc.)
- Istituti di istruzione, formazione e ricerca agricola (la Scuola superiore di agricoltura di Angers, la Scuola Nazionale di Ingegneria del lavoro di orticoltura e del paesaggio, la Società di sviluppo del territorio e insediamento rurale ecc.)
- Amministrazione e dirigenza di aziende agroalimentari
- Commerci agricolo e alimentare all'ingrosso

Costruzioni
Il salario medio nel settore delle costruzioni e in quello del commercio è diminuito nel 2012. Nel 2013 l'attività nel settore delle costruzioni continua ad essere critica.
Commercio
Nel 2012 ad Angers è stato costruito un grande centro commerciale, l'Atoll. Alla fine del primo anno di attività il numero di visitatori è stato superiore al previsto (più di 6 milioni), come anche il fatturato dei negozi al suo interno.
Turismo
Nel 2011 nel dipartimento del Maine e Loira, il turismo ha comportato un fatturato di 1,5 miliardi di euro. I clienti degli alberghi sono per il 24% di origine straniera. I castelli sono la prima categoria di attrazioni visitate, insieme a giardini, parchi e musei.
I siti più visitati nel 2011 sono stati Terra Botanica, il Bioparco di Doué, il castello di Angers, l'Abbazia di Fontevraud, Il castello di Montsoreau, il Museo delle Belle Arti di Angers.
Eventi culturali e feste
Le cinque manifestazioni più frequentate nel 2011 sono state il Festival Premiers Plans, il Mondiale di Lion, il Festival d'Angiò.

## Popolazione
Gli abitanti del Maine e Loira non hanno un nome ufficiale, anche se la dicitura "angioino" è ancora ampiamente utilizzata. Nel febbraio 2012 il quotidiano Ouest-France ha effettuato un sondaggio per scegliere il nome della popolazione del dipartimento, che ha dato una dozzina di esiti differenti. Il risultato principale è stato proprio "angioino", con circa il 56% dei voti su quasi 2 500 votanti.

## Società

### Lingue e dialetti
L'Angioino è un dialetto romanzo appartenente alla famiglia delle lingue d'oil e parlato nella antica provincia d'Angiò. Anche se è quasi scomparso, continua ad essere tramandato attraverso i rimiaux, poesie scritte ad Angers, e in alcune espressioni di uso quotidiano.